# Cantonul Talence
Cantonul Talence este un canton din arondismentul Bordeaux, departamentul Gironde, regiunea Aquitania, Franța.